# یژورکا
یژورکا رودخانه‌ای در لهستان است. درازای آن ۶۶.۳ کیلومتر است. شهرهای بزرگ زیادی در کنار این رودخانه قرار دارند؛ همچون پیازچنزو و کنستانچین-یژورنا.